# Carta de Schechter
La Carta de Schechter, también conocida como carta de Geniza, documento de Cambridge o anónimo de Cambridge, es una carta perteneciente a la colección de Geniza, junto a otros documentos como la Carta de Kiev, descubierta por Solomon Schechter en la Geniza de El Cairo en 1912.
Se trata de una carta jázara anónima en la que se habla de diversas cuestiones que incluyen las guerras de la década de 940 entre el imperio bizantino, el kanato jázaro y la Rus de Kiev.
El documento no está exento de polémica, pues su autenticidad ha sido discutida entre los académicos.